# كبريتات المغنيسيوم (استخدام طبي)
كبريتات المغنيسيوم ذات الاستخدام الطبي تستخدم لعلاج نقص المغنيسيوم في الدم، ومنع حدوث التشنجات عند النساء المصابات بتسمم الحمل (Eclampsia) ، كما ويستخدم في علاج اضطراب النظم القلبي، تفاقم الأزمة، الإمساك، والتسمم بالباريوم. تعطى كبريتات المغنيسيوم على شكل ابرة وريدية أو عضلية أو عن طريق الفم ، وكما يستخدم باسم الملح الإنجليزي (epsom salt) في الحمامات المعدنية.

الآثار الجانبية الشائعة تتضمن هبوط ضغط الدم، احمرار البشرة، هبوط مستوى الكالسيوم في الدم . الآثار الجانبية الأخرى تتضمن القيء، ضعف العضلات، نقصان التنفس. كما ويمكن أن يؤذي جنين المرأة الحامل ولكن يمكن استخدامه في حالة كانت فوائد استخدامه أكثر من المخاطر. ومن الآمن استخدامه للمرأة المرضعة.
كبريتات المغنيسيوم ذات الاستخدام الطبي هي أملاح كبريتات المغنيسيوم المائية ، الآلية التي تعمل بها ليست مفهومة بشكل كامل ولكن يعتقد بأنها تقلل من عمل الأعصاب.
استخدمت كبريتات المغنيسيوم طبيا لأول مرة في أوائل عام 1618 م ، كما ووضع على قائمة منظمة الصحة العالمية للأدوية الأساسية ، الأدوية الأكثر فعالية في نظام الرعاية الصحي ، وتبلغ قيمة البيع في البلدان النامية بين 0.35 إلى 8.75 دولارا للعبوة التي تبلغ سعتها 10مل بتركيز 50% من المحلول. أما في بريطانيا العبوة التي تبلغ سعتها 4 مل بتركيز 20% من المحلول تكلف هيئة الخدمات الصحية الوطنية  NHs حوالي 10.23  باوند . وتكلف الخطة العلاجية كاملة حوالي أقل من25 دولارا في المملكة المتحدة الأميريكية.

## الاستخدامات الطبية

### Eclampsia (تسمم الحمل) الوقاية من النوبات وعلاجها
تعتبر كبريتات المغنيسيوم العلاج الأولي ومن التدابير الوقائية لمنع  تسمم الحمل (eclampsia) عند النساء الحوامل ، وذلك بقدرته على خفض ضغط الدم الانقباضي مع ابقاء ضغط الدم الانبساطي ثابتا وهذا يجعل تدفق الدم الواصل للجنين كاملا .
عن طريق الوريد (IV):
الجرعة الأولية: 4 إلى 6 غرام تُعطى كجرعة تحميل على مدى 15 إلى 30 دقيقة عند بدء المخاض أو التحفيز/الولادة القيصرية، تليها جرعة مستمرة بمعدل 1 إلى 2 غرام في الساعة لمدة لا تقل عن 24 ساعة بعد الولادة؛ الحد الأقصى لمعدل التسريب: 3 غرامات في الساعة.
إذا حدثت نوبة أثناء تلقي الماغنيسيوم، يمكن إعطاء جرعة إضافية مقدارها 2 إلى 4 غرام على مدى ≥5 دقائق مع مراقبة متكررة لاحتمالية حدوث سمية.
عن طريق العضل (بتركيز 50٪):
الجرعة الأولية: 10 غرام تُعطى كجرعة تحميل، بواقع 5 غرام في كلّ من الأرداف عند بدء المخاض أو التحفيز/الولادة القيصرية، تليها جرعة مقدارها 5 غرام كل 4 ساعات لمدة لا تقل عن 24 ساعة بعد الولادة.
ملاحظة: يُستخدم الطريق العضلي في حال تعذر الوصول إلى الوريد.

### الولادةالمبكرة
استخدمت كبريتات المغنيسيوم في ما مضى مثل tocolytic مانعة لحدوث الولادة المبكرة  ولكن تحاليل الميتا  فيما بعد فشلت في دعمه كدواء مضاد للانقباضات  ، كما واستخدامه لفترات طويلة أكثر من خمس لسبع أيام ممكن أن ينتج عنه مشاكل صحية للجنين.
وجد أن كبريتات المغنيسيوم تقلل من خطر الإصابة بالشلل الدماغي, عند أجنة النساء المعرضات لخطر الولادة المبكرة  ولكن من غير الواضح ما إذا كان يساعد في أجنة النساء اللواتي يلدن بموعدهن.

### المغاطس الملحية
كبريتات المغنيسيوم تستخدم بالمغاطس الملحية خصوصا في العلاج التعويمي  floatation therapy  بحيث أن التراكيز الكبيرة من الأملاح ترفع الكثافة النوعية لماء المغطس، جاعلة الجسم عائما بفعالية، كما ويستخدم تقليديا في تحضير واعداد مغطس للأقدام لتخفيف ألم قرح الأقدام . السبب في ادراج املاح كبريتات المغنيسيوم جزئيا في المستحضرات التجميلية  هو أن زيادة القوة الأيونية تمنع  بعض تجاعيد الجلد المؤقتة (التقطيع الجزئي partial maceration ) التي تحدث نتيجة لغمر الأطراف مطولا في الماء النقي. توجد أيونات المغنيسيوم والكبريت طبيعيا في بعض المياه المعدنية .الفوائد الصحية المزعومة لمغطس الملح الإنكليزي لم تثبت بعد .

### المرضى المستقرون من الناحية الديناميكية الدموية
يُفضل عادةً التعويض عن طريق الفم باستخدام نوع ملح مختلف (مثل كلوريد الماغنيسيوم) للمرضى الذين لا يعانون من أعراض أو لديهم أعراض خفيفة، إذا كانوا يتحملونه.
يُستخدم الحقن العضلي فقط في حال تعذر الحقن الوريدي أو العضلي .
- النقص الخفيف في الماغنيسيوم ( مستوى الماغنيسيوم في الدم بين 1.5 إلى 1.7 ملغم/ديسيلتر):

عن طريق الوريد (IV):1 إلى 2 غرام تُعطى خلال مدة تتراوح بين 1 إلى 2 ساعة .
عن طريق العضل (بتركيز 50٪):1 غرام كل 6 ساعات لعدد 4 جرعات
- النقص المتوسط في الماغنيسيوم ( مستوى الماغنيسيوم في الدم بين 1 إلى 1.4 ملغم/ديسيلتر):

عن طريق الوريد (IV):2 إلى 4 غرام تُعطى خلال فترة تتراوح من 2 إلى 12 ساعة.
عن طريق العضل (بتركيز 50٪):1 غرام كل 6 ساعات لعدد 4 جرعات.

### المرضى غير المستقرين من الناحية الديناميكية الدموية
عن طريق الوريد (IV):
يُعطى 1 إلى 2 غرام كمحقون (bolus) خلال 2 إلى 15 دقيقة؛ ويمكن تكرار الجرعة حسب الحاجة إذا استمرت حالة عدم الاستقرار.
بمجرد استقرار حالة المريض، يُعطى 4 إلى 8 غرام إضافية على مدى 12 إلى 24 ساعة.

### التغذية الوريدية
الاحتياج اليومي القياسي من الماغنيسيوم:
عن طريق الوريد (IV): يُعطى الماغنيسيوم العنصري بجرعة تتراوح بين 8 إلى 20 ملي مكافئ (ما يعادل 4 إلى 10 مليمول) يوميًا كجزء من التغذية الوريدية.
يجب تعديل الجرعة اليومية بناءً على مستوى الماغنيسيوم في الدم والحالة السريرية للمريض.

## الأبحاث
وقد استخدمت كبريتات المغنيسيوم  كعلاج تجريبي لمتلازمة أيروكانجي  الناجمة عن سم لسعة قنديل البحر الايروكانجي ، ولكن فعالية هذا العلاج للمتلازمة

## نظر أيضا
- ماء الحقن